# 56 Ursae Majoris
56 Ursae Majoris, som är stjärnans Flamsteed-beteckning, är en dubbelstjärna belägen i den mellersta delen av stjärnbilden Stora björnen. Den har en skenbar magnitud på ca 5,03 och är svagt synlig för blotta ögat där ljusföroreningar ej förekommer. Baserat på parallaxmätning inom Hipparcosuppdraget på ca 6,1 mas, beräknas den befinna sig på ett avstånd på ca 530 ljusår (ca 163 parsek) från solen. Den rör sig bort från solen med en heliocentrisk radialhastighet av ca 1 km/s.

## Egenskaper
56 Ursae Majoris är en gul till vit jättestjärna av spektralklass G8 IIIa. Den har en radie som är ca 20 solradier och utsänder ca 323 gånger mera energi än solen från dess fotosfär vid en effektiv temperatur av 5 000 – 6 000 K.
56 Ursae Majoris är en enkelsidig spektroskopisk dubbelstjärna med en omloppsperiod av ca 45 år.